# إيرل ر. لارسون
إيرل ر. لارسون (بالإنجليزية: Earl R. Larson)‏ هو قاضي ومحامي أمريكي، ولد في 18 ديسمبر 1911 في منيابولس في الولايات المتحدة، وتوفي في 31 أكتوبر 2001.